# Патрік Ліндберг
Патрік " f0rest " Ліндберг (нар. 10 червня 1988, Уппландс-Весбю) — шведський професійний гравець у Counter-Strike: Global Offensive та колишній професійний гравець у Counter-Strike . Він відомий своєю багаторічною грою та здобувши репутацію як один з найкращих гравців Counter-Strike усіх часів

## Знайомство з Counter-Strike
f0rest виріс в Уппландс-Весбю, де він почав грати у відеоігри в ранньому віці і зберігав інтерес до ігор під час свого зростання. Незабаром після 2000 року він зв'язався з модифікацією Half-Life під назвою Counter-Strike, і все завдяки батькові одного з друзів Патріка, який грав у гру. Після тривалої гри Патрік приєднався до кланів під назвою «seadogs» і «d00m», а згодом перейшов до команди під назвою Virtual Experience Online, що спонсується LAN-кафе, або скорочено VxO, де серед інших грав Крістоффер " Tentpole " Нордлунд.

## Професійна кар'єра
Ліндберг дебютував на міжнародному рівні на глобальному фіналі World e-Sports Masters у Південній Кореї за нову шведську команду Begrip Gaming . Там BG переміг усіх суперників, включаючи діючого чемпіона NoA, і виграв призовий фонд у 50 000 доларів США. Після цієї перемоги Ліндберг кинув середню школу, щоб зосередитися на своїй кар'єрі в Counter-Strike . У 2005 році Ліндберг був номінований на премію eSports Award 2005 у категоріях " Початківець року " та " Кращий гравець у Counter-Strike ". На початку 2006 року Ліндберг покинув BG разом зі своїм товаришем по команді Крістофером «Tentpole» Нордлундом і підписав контракт з Fnatic .
Перший рік Ліндберга у Fnatic виявився вдалим. Команда заробила понад 100 000 доларів, що було визнано Turtle Entertainment. Того року Fnatic виграв зимовий чемпіонат CPL і CPL Singapore, а також срібну медаль на ESWC . Ліндберг знову був номінований на нагороду eSports Award і отримав нагороду Counter-Strike Player of the Year Award. Fnatic продовжують свій успіх протягом 2007 та 2008 років, і, незважаючи на те, що протягом цього періоду не виграли жодного Мажора, f0rest все ж таки виграв нагороду кіберспортивний гравець 2008 року. 
У 2009 році Ліндберг був номінований на нагороду eSports Award 2009 у категорії «Регіональний гравець року в кіберспорті в Північній Європі», але програв своєму товаришу по команді GeT_RiGhT'y, який виграв нагороду «Кращий кіберспортивний гравець року». Однак у сезоні 2010 Fnatic не зміг повторити свій успіх з 2009 року, оскільки команда опинилася у суперечці з українцями з Natus Vincere — найдомінантнішої командою в історії Counter-Strike, яка також випадково побила власний рекорд команди Fnatic, рекорд щорічних перемог
26 липня 2012 року повідомлялося, що SK Gaming впав у безлад, і головний тренер Антон Будак вийшов з організації разом із Патріком Ліндбергом та його товаришами по команді Робертом Дальстремом і Крістофером Алесундом. За словами Будака, це сталося через те, що SK відмовився відправити гравців на GameGune 2012 .
В Ninjas in Pyjamas «f0rest» вигравав безліч турнірів і нагород, а також разом з командою, поставив рекорд в 87 виграшних карт.
21 січня 2020 року Ліндберг залишив NiP і возз'єднався зі своїми старими товаришами по команді такими як, Крістофером «GeT_RiGhT» Алесундом, Річардом " Xizt " Ландстремом, Адамом " Friberg " Фрібергом і Робіном " Fifflaren " Йоханссоном у новому складі Dignitas.